# Drept religios (sistem juridic)
Dreptul religios se referă la codurile etice și morale predate de către tradițiile religoase. Printre exemple se numără dreptul canonic creștin, șaria islamică, halaha evreiască și dreptul hindus.
Două sisteme proeminente, dreptul canonic și sharia, difera de alte drepturi religioase prin faptul că dreptul canonic este codificarea dreptului Catolic, Anglican și Ortodox ca în dreptul civil, în timp ce sharia derivă multe legi din precedent juristic și raționament prin analogie (ca în tradiția dreptului comun).

## Credința Bahá'í
Dreptul Bahá'í este prezentat ca un set de principii generale și îndrumări pe care indivizii trebuie să le aplice cum consideră de cuviință.

## Creștinism
Despre elemente de drept bisericesc putem vorbi încă din Vechiul Testament, cea mai timpurie/veche carte a Sfintei Scripturi. E specific Bisericilor Romano-Catolică și Ortodoxă. Această disciplină legiferează esențialele decizii luate în cadrul marilor Sinoade ecumenice, căpătând contur clar, specificitate, și esență, odată cu evoluția creștinismului. E foarte importantă întrucât conferă sens și autoritate Bisericii creștine timpurii și actuale. Pe parcursul timpului a cunoscut o evoluție lentă, numeroși canoniști aducându-și un aport esențial în cadrul acestei discipline teologice extrem de importante, sens în care s-au elaborat numeroase studii axate pe acest domeniu, apărând cu această ocazie manuale care sintetizau clar scopul și misiunea acesteia. În spațiul românesc, prin filieră greacă/bizantină au apărut câteva pravile, care reprezentau un model/ghid de organizare pe principii de drept a Bisericii Ortodoxe Române. Temele privitoare la aspectele de drept bisericesc reprezintă azi o zonă de interes crescând, fapt explicat în mare măsură prin actualele și originalele interpretări, extrem de necesare și atractive pentru canoniștii români, și nu numai.
Vezi: 
- Codul canonic
- Avocatul diavolului